# Битка при Нола (214 пр.н.е.)
Вижте пояснителната страница за други значения на Битка при Нола.
Третата битка при Нола през пролетта 214 пр.н.е. е третото сражение при град Нола през Втората пуническа война между картагенската войска на генерал Ханибал и римската войска с командир Марк Клавдий Марцел. Това е третият опит на Ханибал да превземе римския град Нола в днешна Средна Италия, при който е разгромен от римляните. Ханибал се оттегля на Северозапад към град Капуа. Марцел получава за победата триумфално шествие.